# Павлиноглазка Буадюваля
Павлиноглазка Буадюваля или Павлиноглазка Боисдюваля (Caligula boisduvalii) — азиатский вид бабочек из семейства павлиноглазок. Одни из трёх представителей рода в фауне России.

## Этимология названия
Видовой эпитет дан в честь Жана-Батиста Альфонса Дешоффура де Буадюваля (фр. Jean-Baptiste Alphonse Dechauffour de Boisduval — французского энтомолога и ботаника, врача и хранителя энтомологического кабинета графа Дежана. Он принадлежит к числу выдающихся лепидоптерологов и был Президентом Энтомологического общества Франции.

## Описание
Бабочка крупных размеров. Размах крыльев самца до 95 мм, самки до 110 мм. Основной фон верхней стороны крыльев розовато-серый. Крылья с широкими бледно-коричневыми полями. По наружному краю крыла проходит светло-коричневая широкая полоса. Прикраевая кайма на передних крыльях прорезана белой волнистой перевязью, которую окаймляет изнутри двойная тёмная линия извилистая в своей верхней трети, дуговидно изогнута к заднему краю срединной ячейки. Она подходит почти перпендикулярно к заднему краю крыла. Каждое крыло имеет относительно крупное глазчатое пятно. На передних и задних крыльях они широко-округлые, красновато-коричневые, центрированы узким поперечным чёрным штрихом. На задних крыльях глазчатые пятна округлые, намного крупнее, чем на передних крыльях, с узким белым серповидным полукольцом изнутри. Половой диморфизм выражен слабо: самки крупнее самцов, усики самцов — гребенчатые.

## Ареал
Данный вид водится на территории России в Читинской, Амурской области, Еврейской АО, юге Хабаровского края (на северо-восток до Ульчского района (Киселёвка), трассы Лидога-Ванино; по побережью - на север до Ботчинского заповедника), Приморском крае. Также ареал охватывает Корею, Северный Китай, Монголию. На юге Курильских островов, а также в Японии встречается близкий вид - Caligula jonasii (Butler, 1877).

## Биология
Развивается в одном поколении. Время лёта конец августа - начало октября. Встречается на лесных полянах и опушках, в редколесьях, среди кустарников. Суточная активность у самок с 23:00 до 01:50, у самцов с 00:20 до 02:40. В окрестностях Хабаровска активный прилёт самцов на свет наблюдался и в предрассветное время. Бабочки не питаются (афагия) и живут за счёт запасов питательных веществ, накопленных на стадии гусеницы.

## Жизненный цикл
Гусеница крупная, на последнем возрасте достигает длины до 7,5 см. Окраска её зелёная. На первых двух сегментах тела находятся хорошо выраженные бородавки светло-зелёного цвета. На остальных сегментах телах находятся лишь по два пучка волосков. По бокам тела имеются по одной паре косо проходящих светло-жёлтых или белёсых полосок. Гусеницы питаются различными лиственными породами деревьев: отмечено питание ольхой, липой, облепихой, плодовыми розоцветными, бархатом амурским, орехом маньчжурском. Куколка тёмно-коричневая, длиной до 2,8 см. Находится в легком коконе. Зимуют яйца.